# Masturbación con las mamas

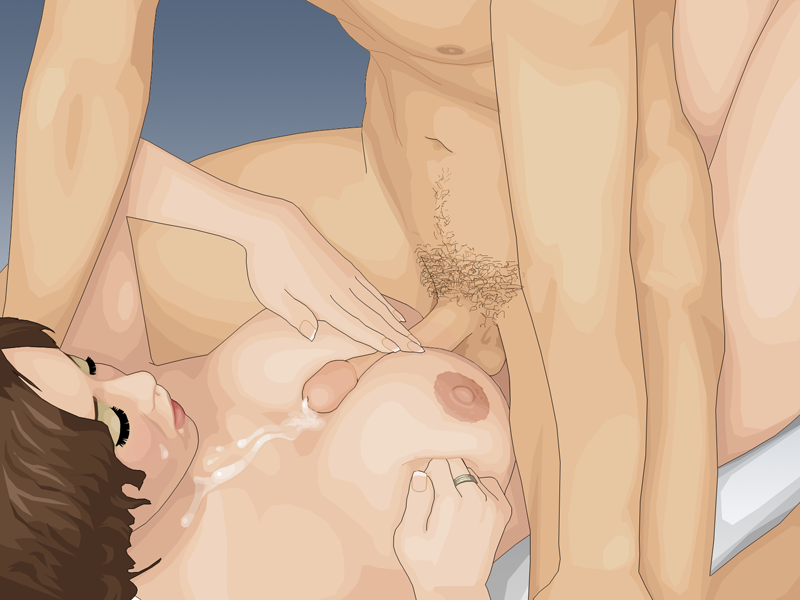
Masturbación con las mamas y eyaculación

La masturbación con los pechos o mamas es una práctica sexual consistente en que un varón coloca su pene erecto entre los senos de su pareja, uno de los dos junta ambos pechos (comprimiendo así el pene) y simula los movimientos de la penetración, frotando repetidamente el miembro entre el busto, y como consecuencia del acto, el primero llega a eyacular. También es usado como acto previo al coito.

## Práctica
Para poder realizar esta posición sexual, en general es necesario que los senos de la mujer sean grandes, debido a que pueden recibir al pene de mejor forma que un busto pequeño. Puede ser útil algún gel o crema (que se ubica en el medio del pecho de la mujer o en el pene) que sirva como lubricante para realizar el acto de forma adecuada.
En algunos casos -en donde los senos de la mujer son bastante grandes- la mujer puede estar completamente acostada y recibir el pene del hombre, quien se encuentra arrodillado y simulando los movimientos de una penetración con el pene entre las mamas de la fémina. Otras veces, el hombre está parado y la mujer sentada, e introduce su pene entre las mamas femeninas, simulando al movimiento del coito.
De hecho, la mujer también puede llevar la iniciativa al realizar esta práctica. En esta situación, el hombre es quien se sienta y separa sus miembros inferiores y la mujer (generalmente arrodillada) pone el pene erecto entre sus senos y los mueve de arriba hacia abajo o frotando seno contra seno, intentando producir el orgasmo del hombre. Asimismo, la mujer puede sujetar el miembro masculino y frotarlo con sus pezones para aumentar la excitación.
En algunos casos, la mujer puede masturbar al hombre con sus senos mientras también le practica una felación, utilizando una técnica coloquialmente llamada "chupada mamaria". Igualmente, cuando el hombre eyacula en el cuello de la mujer, se le suele llamar "collar de perlas", por el parecido de las gotas de semen depositado con dicho objeto.
Entre lesbianas la masturbación con las mamas consiste en la excitación del clítoris entre las mamas de la otra persona, y es una práctica sexual popular. 

## Seguridad
El investigador Austen Woods, en un estudio de los hábitos de uso del condón entre las prostitutas de Nueva Zelanda, señala que ellas la ofrecen como una alternativa al sexo seguro a los clientes que se negaban a usar un preservativo. Woods cita a una de las prostitutas que señala que cuando esta actividad se practica por una mujer con senos grandes, "los clientes sienten que tienen sexo sin condón". Sin embargo se debe señalar que hay ITS que pueden ser transmitidas por contacto de la piel, de las manos con los ojos, o contacto bucal o genital con el busto, además algunos parásitos también pueden ser transmitidos de este u otro modo.

## Jerga popular
En España coloquialmente se la conoce como «paja cubana» o simplemente «cubana», mientras que en países de América Latina, se conoce como «paja rusa», «chaqueta rusa», «puñeta rusa», «una francesa», «turca» o »sueca».
En Argentina se suele usar el término «turca» o «paja turca» o «francesa».
En Brasil se usa el término espanhola («española» en portugués) y en Portugal espanholada («españolada» en portugués) para referirse a esta práctica sexual.
En Francia se usa el término branlette espagnole («paja española» en francés) para referirse a esta práctica sexual.
En Italia se usa el término spagnola («española» en italiano) para referirse a esta práctica sexual.
En Polonia se usa el término miłość hiszpańska («amor español» en polaco) para referirse a esta práctica sexual.
En Alemania se usa el término spanisch («español» en alemán) para referirse a esta práctica sexual.
La industria sexual japonesa usa el término paizuri (derivado de oppai, una palabra coloquial para referirse al seno).